# 布茲洛韋
布茲洛韋（烏克蘭語：Вузлове），是烏克蘭西部的村莊，隸屬利維夫州的舍普季茨基區。該村面積3.18平方公里，2008年人口5,906，人口密度每平方公里1,858.4人。
50°13′28″N 24°32′57″E / 50.22444°N 24.54917°E